# Canadian Association of Physicists
A Canadian Association of Physicists (CAP) ou Associação canadense de Físicos é uma associação canadense que reúne, trata dos interesses e atua junto aos legisladores sobre as atividades e publicações dos físicos e relacionados à física pura e aplicada deste país. Esta associação foi fundada em 1945 e reúne hoje aproximadamente 1000 membros. a CAP é bilíngue, comunicando em francês e inglês.

## RevistaPhysics in Canada
Physics in Canada (Física no Canadá) é uma publicação bimestral da CAP. A finalidade desta publicação é prover uma "janela" para o desenvolvimento da física e a comunidade de físicos. A publicação contém artigos científicos em ambas as línguas oficiais canadenses, resenhas de livros, ofertas de empregos e muitos outros itens que possam ser importantes para os físicos canadenses.

## P. Phys
A CAP pode ceder uma titulação oficial chamada P. Phys a qual estabelece como reconhecido com destaque um físico profissional (no inglês Professional Physicist). Esta designação foi apresentada no congresso da CAP em 1999 e mais de 100 pessoas atualmente portam esta distinção.
Esta distinção é similar em conceito ao P.Eng.

## Concurso de Física
A Canadian Association of Physics organiza o concurso de física CAP através do Canadá a cada ano. Participantes destacados serão convidados para a Olimpíada Canadense de Química e Física (Canadian Chemistry and Physics Olympiad), pela Universidade de Toronto.